# Длотовский, Эраст Константинович
Эраст Константинович Длотовский (Длатовский) (1807—1887) — генерал от инфантерии (1881), Витебский военный губернатор, председатель Главного Военного суда.

## Биография
Родился в 1807 году. Происходил из польских дворян Смоленской губернии.
В военную службу вступил юнкером в 1823 году в Переяславский конно-егерский полк, из которого 24 февраля 1825 года, с производством в корнеты, был переведён в Кирасирский Военного Ордена полк.
В рядах этого полка Длотовский в 1831 году принял участие в кампании против поляков и за отличие в сражении под Гроховым награждён орденом Св. Анны 3-й степени с бантом. Вслед за тем он принял участие в штурме Варшавских предместий, где за отличную храбрость награждён орденом Св. Владимира 4-й степени с бантом и золотой шпагой с надписью «За храбрость» (13 августа 1832 года) и кроме этого получил серебряную медаль и польский знак отличия «За военное достоинство» 4-й степени.
В 1834 году Длотовский был переведён в Генеральный штаб, где, в 1845 году, произведён в полковники; 6 декабря 1853 года — в генерал-майоры. В 1856 году он был назначен вице-директором Департамента военных поселений и в том же году — членом комитета по преобразованию кавалерии военного поселения, в 1857 году — непременным членом временного распорядительного комитета по устройству Южных поселений, потом членом комитета квартирной повинности в городах империи.
17 апреля 1862 года Длотовский был произведён в генерал-лейтенанты, потом занимал должности: военного губернатора Витебской губернии и командующего войсками, в ней расположенными, председателя комиссий для разрешения поземельного спора в распределении левого берега Урала между Уральским казачьим войском и зауральскими казахами, члена тюремного комитета, председателя окружного суда Санкт-Петербургского военного округа и с 1869 года члена, а с 1880 года — председателя Главного Военного суда, на каковой должности 30 августа 1881 года был произведён в генералы от инфантерии.
Умер 13 (25) июля 1887 года в Санкт-Петербурге, похоронен на кладбище Воскресенкого Новодевичьего монастыря (в Русском биографическос словаре указана дата смерти 13 июня).
Его сын, Владимир Эрастович (1838—13.01.1907), действительный статский советник, член Санкт-Петербургской судебной палаты.

## Награды
Среди прочих наград Длотовский имел ордена:
- Орден Святой Анны 3-й степени с бантом (9 апреля 1831 года)
- Орден Святого Владимира 4-й степени с бантом (8 октября 1831 года)
- Золотая шпага «За храбрость» (13 августа 1832)
- Польский знак отличия «За военное достоинство» 4-й степени (в 1832 году)
- Орден Святого Станислава 2-й степени (28 октября 1837 года)
- Орден Святого Георгия 4-й степени (4 декабря 1843 года, за беспорочную выслугу 25 лет в офицерских чинах, № 7012 по кавалерскому списку Григоровича — Степанова)
- Орден Святой Анны 2-й степени (28 ноября 1847 года, императорская корона к ордену пожалована 17 декабря 1849 года)
- Орден Святого Владимира 3-й степени (2 декабря 1851 года)
- Орден Святого Станислава 1-й степени (в 1856 году)
- Орден Святой Анны 1-й степени (в 1858 году, императорская корона и мечи к этому ордену пожалованы в 1860 году)
- Орден Святого Владимира 2-й степени с мечами (в 1865 году)
- Орден Белого орла (в 1868 году)
- Орден Святого Александра Невского (в 1875 году, алмазные знаки к этому ордену пожалованы в 1879 году)
- Орден Святого Владимира 1-й ст. (в 1885 году)